# Campeonato Mundial de Snowboard de 2019
O 13º Campeonato Mundial de Snowboard de 2019 foi realizado na estância de esqui Deer Valley, na cidade de Park City,  em Utah, nos Estados Unidos. O campeonato ocorreu entre 1 a 10 de fevereiro de 2019, sob organização da Federação Internacional de Esqui (FIS) e da Federação Americana de Esqui. Foi realizado paralelamente o 17º Campeonato Mundial de Esqui Estilo Livre. 

## Agenda
Um total de 13 eventos foram realizados nas provas de Snowboard. 
| Q | Qualificação | F | Final |

| Evento↓/Data →          | Qui 31 | Sex 1 | Sáb 2 | Sáb 2 | Dom 3 | Seg 4 | Seg 4 | Ter 5 | Ter 5 | Qua 6 | Qua 6 | Qui 7 | Sex 8 | Sex 8 | Sáb 9 | Dom 10 |
| ----------------------- | ------ | ----- | ----- | ----- | ----- | ----- | ----- | ----- | ----- | ----- | ----- | ----- | ----- | ----- | ----- | ------ |
| Snowboard cross         | Q      | F     |       |       |       |       |       |       |       |       |       |       |       |       |       |        |
| Snowboard cross equipe  |        |       |       |       | F     |       |       |       |       |       |       |       |       |       |       |        |
| Slalom gigante paralelo |        |       |       |       |       | Q     | F     |       |       |       |       |       |       |       |       |        |
| Slalom paralelo         |        |       |       |       |       |       |       | Q     | F     |       |       |       |       |       |       |        |
| Halfpipe                |        |       |       |       |       |       |       |       |       | Q     | Q     |       | F     | F     |       |        |
| Slopestyle              |        |       |       |       |       |       |       |       |       |       |       |       |       |       | Q     | F      |

## Medalhistas

### Masculino
| Evento                           | Ouro                            | Ouro                            | Prata                       | Prata                       | Bronze                       | Bronze                       |
| -------------------------------- | ------------------------------- | ------------------------------- | --------------------------- | --------------------------- | ---------------------------- | ---------------------------- |
| Snowboard cross detalhes         | Mick Dierdorff · Estados Unidos | Mick Dierdorff · Estados Unidos | Hanno Douschan · Áustria    | Hanno Douschan · Áustria    | Emanuel Perathoner · Itália  | Emanuel Perathoner · Itália  |
| Slalom gigante paralelo detalhes | Dmitry Loginov · Rússia         | Dmitry Loginov · Rússia         | Tim Mastnak · Eslovênia     | Tim Mastnak · Eslovênia     | Stefan Baumeister · Alemanha | Stefan Baumeister · Alemanha |
| Slalom paralelo detalhes         | Dmitry Loginov · Rússia         | Dmitry Loginov · Rússia         | Roland Fischnaller · Itália | Roland Fischnaller · Itália | Stefan Baumeister · Alemanha | Stefan Baumeister · Alemanha |
| Big air detalhes                 | Cancelado                       | Cancelado                       | Cancelado                   | Cancelado                   | Cancelado                    | Cancelado                    |
| Halfpipe detalhes                | Scotty James · Austrália        | 97.50                           | Yūto Totsuka · Japão        | 92.25                       | Patrick Burgener · Suíça     | 91.25                        |
| Slopestyle detalhes              | Chris Corning · Estados Unidos  | 93.25                           | Mark McMorris · Canadá      | 93.00                       | Judd Henkes · Estados Unidos | 90.50                        |

### Feminino
| Evento                           | Ouro                                 | Ouro                   | Prata                          | Prata                          | Bronze                                | Bronze                                |
| -------------------------------- | ------------------------------------ | ---------------------- | ------------------------------ | ------------------------------ | ------------------------------------- | ------------------------------------- |
| Snowboard cross detalhes         | Eva Samková · Chéquia                | Eva Samková · Chéquia  | Charlotte Bankes · Reino Unido | Charlotte Bankes · Reino Unido | Michela Moioli · Itália               | Michela Moioli · Itália               |
| Slalom gigante paralelo detalhes | Selina Jörg · Alemanha               | Selina Jörg · Alemanha | Natalia Soboleva · Rússia      | Natalia Soboleva · Rússia      | Ladina Jenny · Suíça                  | Ladina Jenny · Suíça                  |
| Slalom paralelo detalhes         | Julie Zogg · Suíça                   | Julie Zogg · Suíça     | Annamari Dancha · Ucrânia      | Annamari Dancha · Ucrânia      | Ramona Theresia Hofmeister · Alemanha | Ramona Theresia Hofmeister · Alemanha |
| Big air detalhes                 | Cancelado                            | Cancelado              | Cancelado                      | Cancelado                      | Cancelado                             | Cancelado                             |
| Halfpipe detalhes                | Chloe Kim · Estados Unidos           | 93.50                  | Cai Xuetong · China            | 84.00                          | Maddie Mastro · Estados Unidos        | 82.00                                 |
| Slopestyle detalhes              | Zoi Sadowski-Synnott · Nova Zelândia | 91.75                  | Silje Norendal · Noruega       | 88.75                          | Jamie Anderson · Estados Unidos       | 87.25                                 |

### Misto
| Evento                          | Ouro                                                 | Ouro                                                 | Prata                                   | Prata                                   | Bronze                                | Bronze                                |
| ------------------------------- | ---------------------------------------------------- | ---------------------------------------------------- | --------------------------------------- | --------------------------------------- | ------------------------------------- | ------------------------------------- |
| Snowboard cross equipe detalhes | Estados Unidos · Mick Dierdorff · Lindsey Jacobellis | Estados Unidos · Mick Dierdorff · Lindsey Jacobellis | Itália · Omar Visintin · Michela Moioli | Itália · Omar Visintin · Michela Moioli | Alemanha · Paul Berg · Hanna Ihedioha | Alemanha · Paul Berg · Hanna Ihedioha |

## Quadro de medalhas
| Ordem | País           | Medalha de ouro | Medalha de prata | Medalha de bronze | Total |
| ----- | -------------- | --------------- | ---------------- | ----------------- | ----- |
| 1     | Estados Unidos | 4               | 0                | 3                 | 7     |
| 2     | Rússia         | 2               | 1                | 0                 | 3     |
| 3     | Alemanha       | 1               | 0                | 4                 | 5     |
| 4     | Suíça          | 1               | 0                | 2                 | 3     |
| 5     | Austrália      | 1               | 0                | 0                 | 1     |
| 5     | Nova Zelândia  | 1               | 0                | 0                 | 1     |
| 5     | Chéquia        | 1               | 0                | 0                 | 1     |
| 8     | Itália         | 0               | 2                | 2                 | 4     |
| 9     | Áustria        | 0               | 1                | 0                 | 1     |
| 9     | Canadá         | 0               | 1                | 0                 | 1     |
| 9     | China          | 0               | 1                | 0                 | 1     |
| 9     | Eslovênia      | 0               | 1                | 0                 | 1     |
| 9     | Japão          | 0               | 1                | 0                 | 1     |
| 9     | Noruega        | 0               | 1                | 0                 | 1     |
| 9     | Reino Unido    | 0               | 1                | 0                 | 1     |
| 9     | Ucrânia        | 0               | 1                | 0                 | 1     |
|       | TOTAL          | 11              | 11               | 11                | 33    |